# 彭卡山
62°36′04.9″S 61°07′23.2″W / 62.601361°S 61.123111°W

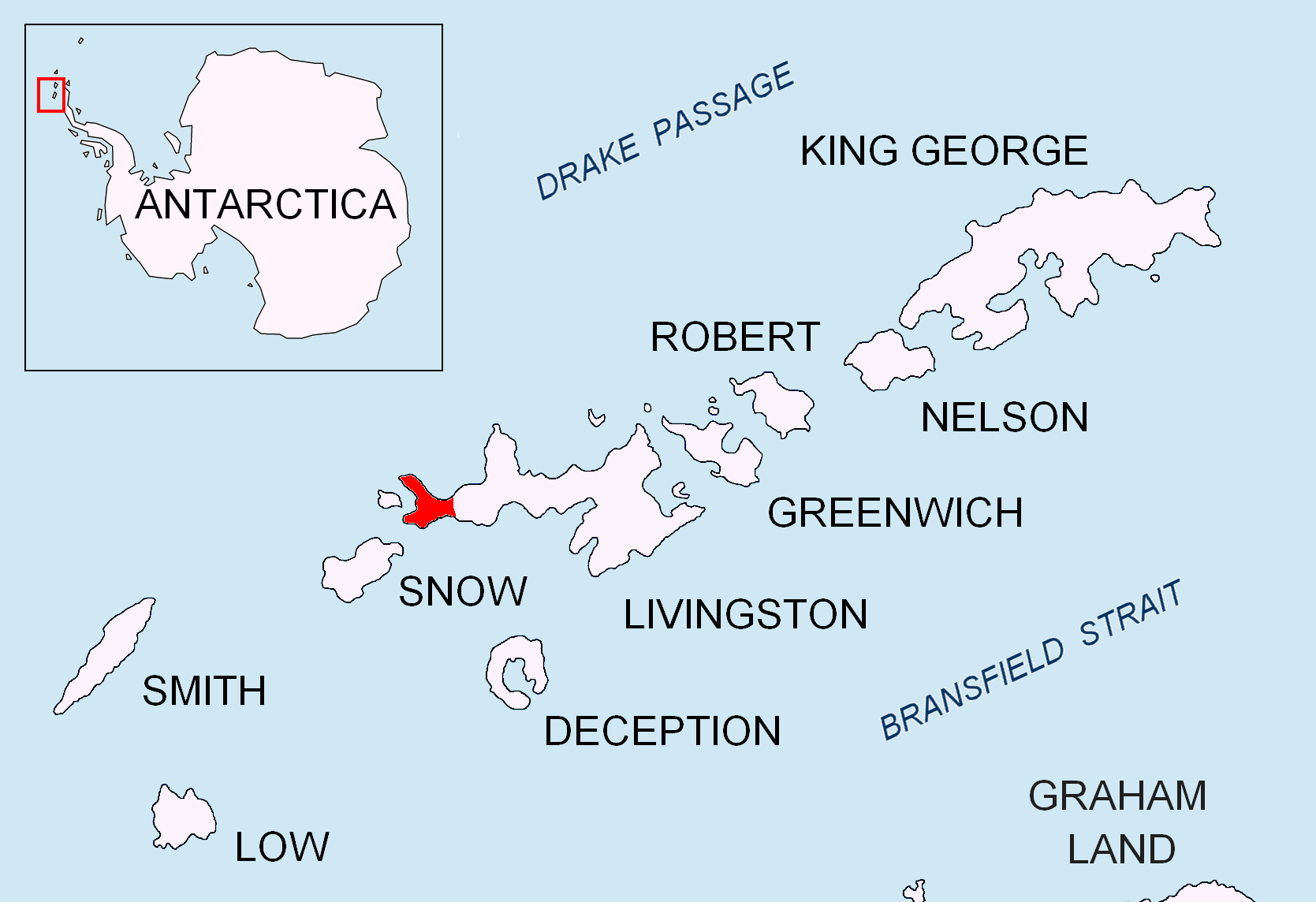

彭卡山是南極洲的山峰，位於南設得蘭群島中利文斯頓島的拜爾斯半島，處於杜洛山東南面2.28公里、巴滕堡山東南面1.93公里和沃拉德羅角西北面2.15公里，海拔高度217米。

## 外部連結
- SCAR Composite Antarctic Gazetteer（页面存档备份，存于）.